# Kolenec pětimužný

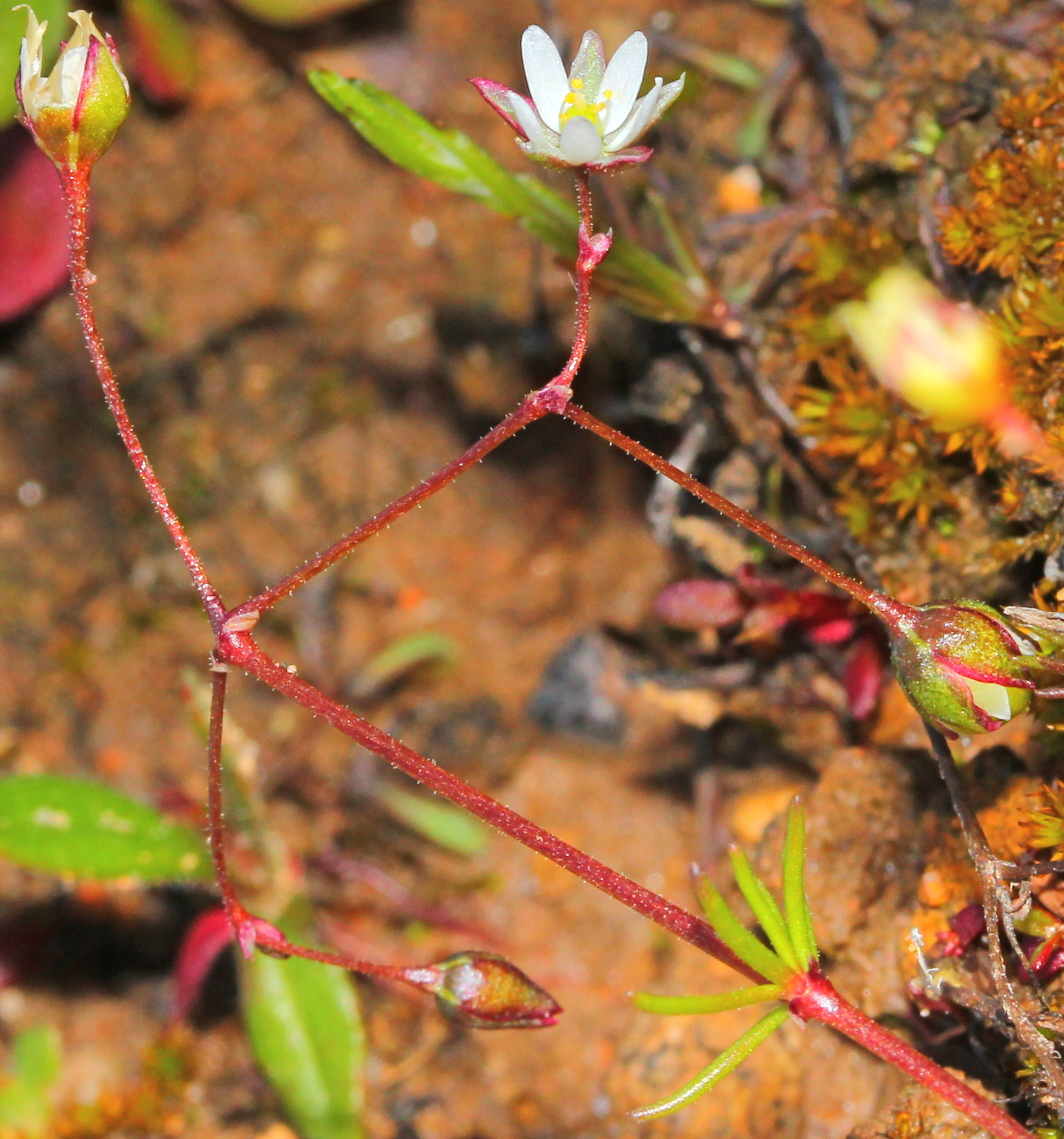
Lodyha, listy a květ

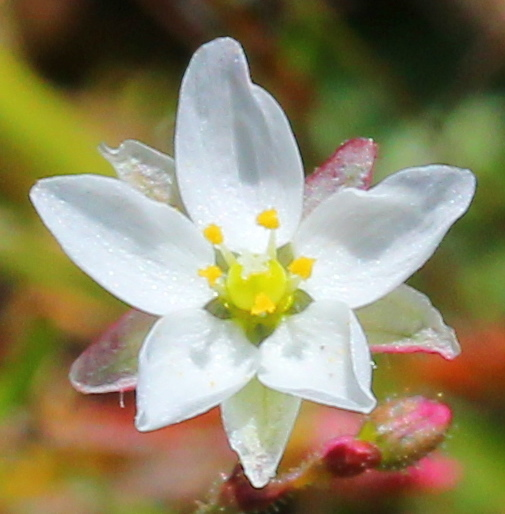
Květ s pěti tyčinkami

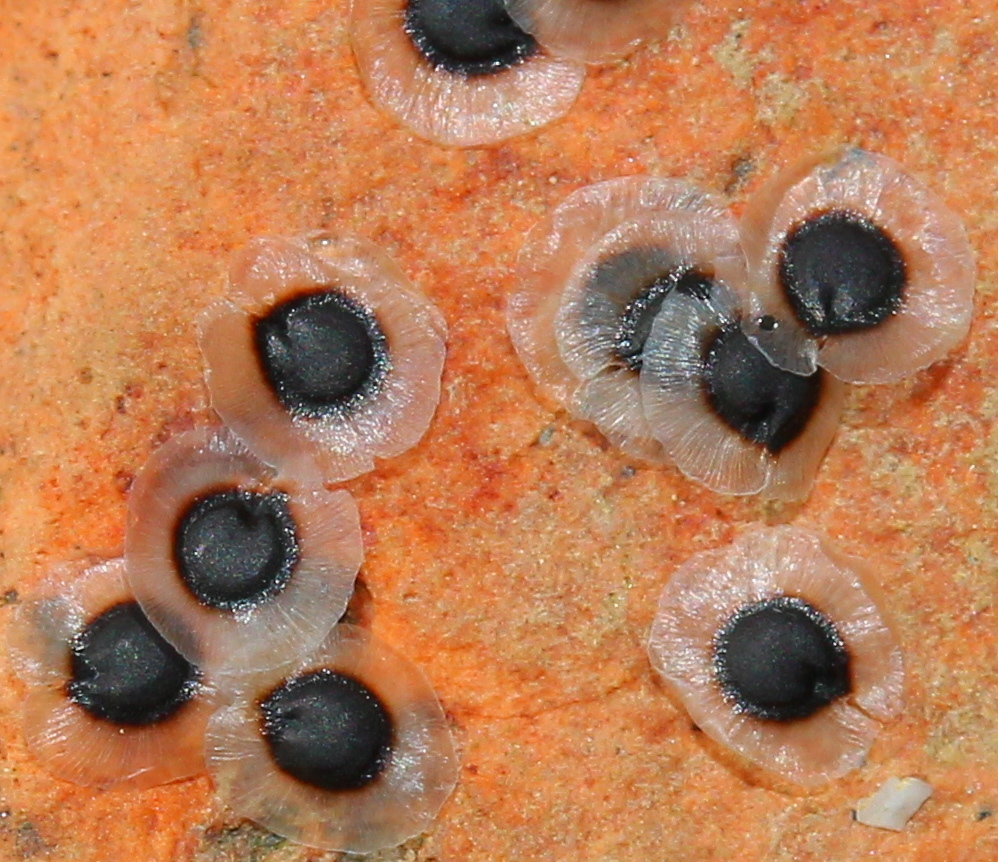
Semena s lemem

Kolenec pětimužný (Spergula pentandra) je tmavě zelená, jednoletá, slabě trsnatá rostlina vysoká 10 až 30 cm, která obvykle roste na písčitých půdách. V české přírodě je sice původní druh, ale je rostlina vzácná a ohrožená vymizením.

## Rozšíření
Bylina pochází z teplých oblastí, především z jihozápadní, střední a jižní Evropy a dále z jihozápadní Asie a severní Afriky. Nejhojněji se vyskytuje v zemích okolo Středozemního moře, včetně Kanárských ostrovů. Druhotně byl kolenec pětimužný lidmi rozšířen do Pobaltí, do Spojených států amerických (zjištěn v roku 1956) i do Austrálie.
Severní hranice rozšíření kolence pětimužného prochází Německem, jižní Moravou a jižním Slovenskem. V Čechách historicky rostl koncem 19. století v Praze, v přírodní památce Modřanská rokle, což dokládá herbářový exemplář. Na Moravě se vyskytuje hojněji, po delší dobu podél dolních toků řek Dyje a Morava, nejvíce na Břeclavsku v okolí Poštorné a Hlohovce). Ještě koncem 20. století byl pravidelně pozorován v písčitých dunách v bezstromovém protipožárním pásu u železnice mezi městy Hodonín a Veselí nad Moravou. Asi od konce první dekády jednadvacátého století roste kolenec pětimužný výhradně v národní přírodní památce Váté písky u Bzence, podél tratě mezi železničními stanicemi Bzenec přívoz  a Rohatec.

## Ekologie
Konkurenčně velmi slabý druh, který preferuje plochy s obnaženým písčitým nebo drobným štěrkovitým substrátem, který může být i kyselý. Je terofyt, jenž prosperuje v mělkých, přes léto vysychavých půdách s křemičitými písky chudými na živiny a s nízkým obsahem humusu. Rostliny obvykle klíčí z přezimujících semen pospolitě až na jaře, od března do dubna. Mladé semenáče se rychle rozrůstají a na vlhkých půdách vytvářejí trsy.
Květy se otvírají jen na krátkou dobu a pouze za slunného počasí, v dubnu až květnu, Za deště a tudíž i nedostatku opylovačů se neotvírají vůbec a opylují se vlastním pylem. Počet chromozomů 2n = 18 a stupeň ploidie x = 2. Druhové jméno rostliny „pětimužný“ je odvozeno od počtu tyčinek v květu.

## Popis
Jednoletá rostlina s jednou až třemi lodyhami, které jsou přímé či vystoupavé, jednoduché nebo chudě rozvětvené do poléhavých větví. Rostlina má štíhlý kůlovitý kořen. Lodyhy bývají nejčastěji vysoké okolo 25 cm a mají ořechovou až mahagonově hnědou barvu, vespod jsou lysé, nahoře žláznaté a mají tři až čtyři články. V uzlinách vyrůstají ve zdánlivých přeslenech přisedlé, tmavě zelené, nitkovité listy dlouhé 15 až 25 mm a široké asi 2 mm. Jsou dužnaté, oblé, hladké, lysé nebo řídce chlupaté a mají drobounké palisty.
Poslední prodloužený lodyžní článek je ukončen květenstvím, řídkým vidlanem. Jeho bělavé květy jsou drobné, mají asi jen 4 mm v průměru, jsou pětičetné a oboupohlavné. stopky bývají dlouhé okolo 10 mm a po odkvětu se ohýbají. Vytrvalé kališní lístky jsou vejčitě kopinaté až kopinaté, asi 3 mm dlouhé, lysé a po obvodě mají blanitý lem. Volné korunní lístky jsou bílé, úzké, špičaté, o málo delší než lístky kališní a nepřekrývají se. Tyčinek je pět a nesou prašníky otevírající se podélnými štěrbinami. Semeník je horní, pestík je jeden. Květy jsou opylovány hmyzem, někdy dochází k  jejich samoopylení.
Plod je vejčitě kulovitá, 4 až 5 mm velká, pukající tobolka. Obsahuje čtyřicet až sedmdesát matně černých, ploše čočkovitých semen asi 1 mm velkých s lesklým blanitým křídlem. Jsou velmi lehká a díky křídlu mohou být na velké vzdálenosti šířena větrem. Na jednom trsu uzrávají tisíce semen, která si podržují klíčivost po dlouhou dobu, nejlépe klíčí z hloubky 0,5 cm.

## Ohrožení
Kolenec pětimužný je vzácný druh nacházející se v Česku na severní areálové hranici. Je ohrožen změnou přírodních podmínek, jeho stanoviště zarůstá borovicí lesní, trnovníkem akátem nebo třtinou křovištní. Je také ohrožován těžbou písku a provozem přilehlé železniční tratě. Proto je ve "Vyhlášce MŽP ČR č. 395/1992 Sb. ve znění vyhl. č. 175/2006 Sb."i v "Červeném seznamu cévnatých rostlin České republiky" z roku 2017 zařazen mezi kriticky ohrožené druhy (§1) a (A1t).